# Тара Кинг
Тара Кинг — одна из героинь сериала Мстители, агент английской разведки, зачисленный в министерство в конце 1960-х. Роль исполнила актриса Линда Торсон.

## Биография
Начала свою деятельность в агентстве в 1968 году. По решению Мамы (шеф разведки) заменила Эмму Пил и стала партнёром Джона Стида.
О её прошлом известно довольно мало. По её словам, она любит лыжный спорт и автомобильные гонки, неплохо играет на фортепьяно и имеет хороший музыкальный слух. В детстве путешествовала в восточные страны, любимое животное — верблюд. Хорошо владеет приемами дзюдо, карате и акробатики.
Из родственников имеется дядя Чарльз.
Первое время сотрудничества со Стидом, она носит парики и лишь весной 1968 года отказывается от маскировки.
Квартира Тары находится по адресу: 9 Primrose Crescent в Лондоне.
Является владелицей автомобилей AC 428 (1968), Лотус Илан+2 (1968) и Лотус Европа (1968-69).

## Выполненные задания
- Похищение сверхсекретного шифра — 1 апреля 1968 года.
- Ты найдешь свою смерть — конец мая 1968 года.
- Светопреставление в полдень — 19 июня 1968 года.
- Оставайтесь с нами — 4 ноября 1968 года.
- Туман — начало ноября 1968 года.
- На следующее утро — 20 января 1969 года.
- Фальшивое свидетельство — март 1969 года. (день матери).

## Кастинг
Тара Кинг изначально должна была быть героиней всего 7 эпизодов. Так было указано в контракте студии на время руководства над сериалом продюсера Джона Брайса. Только по возвращение Альберта Феннела и Брайана Клеменса в декабре 1967 года данный вопрос был пересмотрен. Устроили очередной кастинг в течение съемок сериала и, не увидев недовольства со стороны показа сериала в США, решили оставить все как есть.
Поиск актрисы начался в то время, когда в декабре 1966 года стало в очередной раз неофициально известно об уходе Дианы Ригг из сериала.
На роль исполнительницы проходило около 200 претендентов среди которых присутствовали Барбара Стил, Трэйси Рид, Мэри Пич, Патрисия Инглиш, Валерия Ван Ост, Джейн Мерроу, Габриэлла Дрэйк, Пенни Рили и Памела Энн Дэви. После 25 экранных тестов, по словам Линды, Джон Брайс отобрал 3 возможные кандидатуры: Мэри Пич, Трэйси Рид и её.
Линда Торсон была отобрана для кастинга на 6 октября 1967 г. и назначена на роль 19 октября. Съемки 6 сезона под руководством Джона Брайса начались 23 октября. Под руководством А. Феннела и Б. Клеменса съемки начались 27 декабря после паузы в 3 недели с их возвращения на 6 декабря.

## Интересные факты
- Во Франции Тара Кинг более популярный персонаж, чем её предшественница Эмма Пил. В честь Тары Кинг названа французская музыкальная группа Tara King th.
- Имя персонажа — Тара Кинг — актриса Линда Торсон придумала сама. Имя Тара было взято из фильма Унесённые ветром (название поместья), а Кинг — из её любимого фильма «Король и страна».
- Первый эпизод, который начали снимать с Тарой назывался «Приглашение к убийству», он представлял собой 90-минутную пилотную серию, которая так и не вышла на ТВ. Позже этот фильм был урезан и переделан Брайеном Клеменсом в 50-минутный эпизод «Торговцы оружием» с добавлением новых доснятых сцен. Первым снятым эпизодом с Тарой стал «Вторжение землян».
- Первым делом мисс Кинг с Джоном Стидом был эпизод «Операция Незабудки». Этот же эпизод был прощальным для Эммы Пил.
- В первоначальном сценарии Тара Кинг была дочерью богатого фермера.
- Только в одном эпизоде Тара носит кожаный костюм — «Они без конца убивают Стида».

## Другие актрисы, игравшие Тару
- В шоу Лили Сэведж (1997) Тару сыграл Пол О'Грэйди.
- В музыкальном клипе "Don't get me wrong" (1986) группы The Pretenders Тару сыграла Крисси Хайнд.

## Таромания
- В анимационном мультфильме "Желтая субмарина" (1968) в поп-арт комнате гр. Битлз использована фигура Тары.
- Тара Кинг упоминается в эпизоде 'Kelly Breaks Out' (1994) сериала "Женаты… с детьми".
- Тара О'Коннор известна как топ-модель под именем Тара Кинг.
- В эпизоде 'The Greater Good' (2003) сериала "Скорая помощь" персонаж актрисы Сара Шани носит имя Тары Кинг.